# Luis Enrique Erro
Luis Enrique Erro Soler (Città del Messico, 7 gennaio 1897 – Città del Messico, 18 gennaio 1955) è stato un politico, educatore e astronomo messicano.

## Biografia
Studiò presso la Facoltà di Ingegneria della Università nazionale autonoma del Messico. Rivestì cariche ministeriali nel campo dell’Istruzione Pubblica messicana e fu a capo del Dipartimento di Educazione Tecnica fino al 1934. Nel 1936 contribuì alla creazione dell’Istituto politecnico nazionale messicano. Dopo un breve periodo di permanenza presso l'Harvard College Observatory a Cambridge (Massachusetts), nel 1940 su invito dell'allora Presidente della Repubblica Messicana Manuel Ávila Camacho contribuì alla realizzazione dell'Observatorio Astrofísico Nacional de Tonantzintla, nello stato di Puebla, di cui ne divenne direttore fino al 1947. In questo osservatorio a partire dal 1945 lavorò l'astronomo messicano Guillermo Haro noto, tra l'altro, per le sue osservazioni sui cosiddetti oggetti di Herbig-Haro. Fino alla data della sua morte nel 1955 si dedicò alla scrittura di articoli di divulgazione astronomica e alla scrittura di un romanzo sull'attività rivoluzionaria di Emiliano Zapata.
A Luis Enrique Erro la UAI ha intitolato il cratere lunare Erro.